# Bortatycze-Kolonia
Bortatycze-Kolonia (prononciation [bɔrtaˈtɨt͡ʂɛ kɔˈlɔɲa]) est un village de la gmina de Zamość, du powiat de Zamość, dans la voïvodie de Lublin, situé dans l'est de la Pologne.
Il se situe à environ 7 kilomètres au nord-ouest de Zamość (siège de la gmina et du powiat) et 70 kilomètres au sud-est de Lublin (capitale de la voïvodie).
Sa population s'élevait approximativement à 280 habitants en 2006.

## Administration
De 1975 à 1998, le village est attaché administrativement à l'ancienne voïvodie de Zamość.

Depuis 1999, il fait partie de la nouvelle voïvodie de Lublin.